# Савченко Опанас

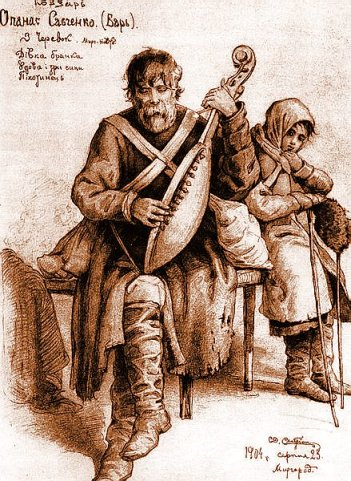
Кобзар О. Барь-Савченко 1904 р.

Савченко Опанас (Барь, Царь) (1831—1905?). Точні дати народження і смерті невідомі.

## Життєпис
Кобзар з с. Черевок Миргородського повіту, Полтавщина. Вже в 1908 був покійний. Вчився у Хведора Гриценка-Холодного з села Глинського на Полтавщині, а також у Кравченка.
Знав думу «Буря на Чорному морі» та «Про Івася Коновченка». Частину думи «Про сестру та брата» Сластіон записав фонографом і записи надіслав Філарету Колессі. Нотний переклад цього запису вміщено в праці Колесси.
Савченко жалівся, що кобзарів переслідували урядники та жандарми. Казав: «І струни тобі на бандурі порве, і бандуру грозить поламати».
Намалював Сластіон також два портрети кобзаря — в 1902 та в 1904 роках.

## Репертуар
За свідченням Сластіона співав повністю тільки наступні думи:
- Про вдову й трьох синів
- Про сестру та брата
- Втеча трьох братів з Азова (уривки)
- Маруся Богуславка (уривки).